# Cazaux-d'Anglès
Cazaux-d'Anglès è un comune francese di 146 abitanti situato nel dipartimento del Gers nella regione dell'Occitania.

## Società

### Evoluzione demografica
Abitanti censiti